# فرودگاه شهرستان فیلمور
فرودگاه شهرستان فیلمور (به انگلیسی: Fillmore County Airport) یک فرودگاه همگانی است که یک باند فرود آسفالت دارد. این فرودگاه در کشور ایالات متحده آمریکا قرار دارد و در ارتفاع ۳۸۹ متری از سطح دریا واقع شده است.